# Adnen Helali
Adnen Helali (arabisch عدنان الهلالي, DMG ʿAdnān al-Hilālī, auch Adnen al-Helali; * 1975 in Sbeitla, Tunesien) ist ein tunesischer Dichter. Er arbeitet als Französischlehrer.
Adnen gründete im Jahr 2000 das Sbeitla's Spring International Festival, und leitet es seitdem.

## Filmographie
2007 wirkte Adnen als Schauspieler im US-amerikanischen Western Vergeltung der Verdammten (Left for Dead) mit und spielte die Rolle des Garrett Flaherty an der Seite von Victoria Maurette. Regie führte  Albert Pyun.

## Werke
- Fartatou
- Zalabani[4]